# Тиссен, Карл
Карл Тиссен (нем. Karl Thiessen; 5 мая 1867, Киль — 12 октября 1945, Циттау) — немецкий композитор и пианист.

## Биография
Сын торговца кожами. Вырос в Мельдорфе. В 1888—1891 годах учился в Веймарской оркестровой школе у Карла Мюллерхартунга (фортепиано и контрапункт), затем в Вюрцбургской консерватории у Карла Клиберта (дирижирование), Макса Майера-Ольберслебена (теория) и Хенрика ван Зейла (фортепиано).
Завершив образование, работал хормейстером в Эмдене и Аурихе. В 1897 году обосновался в Циттау, где руководил лидертафелем, преподавал, вёл серию концертов камерной музыки, для участия в которых приезжали и дрезденские музыканты (в частности, Фердинанд Бёкман).
Автор симфонической поэмы «Король Фиалар» (нем. König Fialar), вокальных, хоровых и фортепианных сочинений. Выступал также как музыкальный критик, преимущественно на страницах «Новой музыкальной газеты» и «Сигналов для музыкального мира».